# Попов Геннадій Сергійович
Геннадій Сергійович Попов (30 червня 1930, місто Вінниця — 21 березня 2007) — український радянський діяч, голова колгоспу «Правда» села Пониковиця Бродівського району Львівської області. Герой Соціалістичної Праці (10.03.1976). Депутат Львівської обласної ради народних депутатів 16—19-го скликань (у 1977—1987 роках).

## Біографія
Народився в родині робітника. У 1952 році закінчив технікум механізації сільського господарства.
У 1952—1958 роках — дільничний механік, завідувач майстерні, виконувач обов'язків головного інженера Бродівської машинно-тракторної станції (МТС) Львівської області.
Член КПРС з 1956 року.
У 1958—1959 роках — інспектор держанагляду за технікою Бродівської ремонтно-технічної станції (РТС) Львівської області.
Закінчив заочне відділення агрономічного факультету Львівського сільськогосподарського інституту, здобув фах агронома.
У 1959—1965 роках — голова колгоспу імені Жданова села Накваша Бродівського району Львівської області.
З 1965 року — голова колгоспу «Правда» села Пониковиця Бродівського району Львівської області.
Указом Президії Верховної Ради СРСР від 10 березня 1976 року за видатні успіхи, досягнуті у Всесоюзному соціалістичному змаганні, виявлену трудову доблесть у виконанні завдань дев'ятої п'ятирічки і взятих зобов'язань по збільшенню виробництва і продажу державі продуктів землеробства і тваринництва, Геннадію Сергійовичу Попову присвоєно звання Героя Соціалістичної Праці з врученням ордена Леніна і золотої медалі «Серп і Молот».
Потім — на пенсії в селі Пониковиця Бродівського району Львівської області.

## Нагороди
- Герой Соціалістичної Праці (10.03.1976)
- два ордени Леніна (,10.03.1976)
- орден «Знак Пошани»
- ордени
- медаль «За доблесну працю. В ознаменування 100-річчя з дня народження Володимира Ілліча Леніна» (1970)
- медалі
- Почесна грамота Президії Верховної Ради Української РСР (20.06.1980)